# Roma Maxima 2014
De 76e editie van de wielerwedstrijd Roma Maxima werd gehouden op 9 maart 2014. Start en finish waren in Rome. De wedstrijd maakte deel uit van de UCI Europe Tour 2014, in de categorie 1.1. De winnaar van 2013 was de Fransman Blel Kadri. Dit jaar won de Spanjaard Alejandro Valverde in een spurt.

## Deelnemende ploegen
| WorldTour           | ProContinentaal    |
| ------------------- | ------------------ |
| Cannondale          | Androni Giocattoli |
| Lampre-Merida       | Bardiani CSF       |
| AG2R-La Mondiale    | Yellow Fluo        |
| Astana              | Colombia           |
| BMC Racing Team     | IAM Cycling        |
| Giant-Shimano       | MTN-Qhubeka        |
| Katjoesja           | Unitedhealthcare   |
| Movistar            |                    |
| Sky ProCycling      |                    |
| Trek Factory Racing |                    |

## Rituitslag
| Plaats  | Naam                 | Ploeg              | Tijd     |
| ------- | -------------------- | ------------------ | -------- |
| Winnaar | Alejandro Valverde   | Movistar           | 4u45'45" |
| 2       | Davide Appollonio    | AG2R-La Mondiale   | z.t.     |
| 3       | Sonny Colbrelli      | Bardiani CSF       | z.t.     |
| 4       | Antonino Parrinello  | Androni Giocattoli | z.t.     |
| 5       | Domenico Pozzovivo   | AG2R-La Mondiale   | z.t.     |
| 6       | Alessandro Bazzana   | Unitedhealthcare   | z.t.     |
| 7       | Jarlinson Pantano    | Colombia           | z.t.     |
| 8       | Philippe Gilbert     | BMC Racing Team    | z.t.     |
| 9       | Simon Geschke        | Giant-Shimano      | z.t.     |
| 10      | Mauro Finetto        | Yellow Fluo        | z.t.     |
| 11      | Ángel Vicioso        | Katjoesja          | z.t.     |
| 12      | Filippo Pozzato      | Lampre-Merida      | z.t.     |
| 13      | Reto Hollenstein     | IAM Cycling        | z.t.     |
| 14      | Christopher Sutton   | Sky ProCycling     | z.t.     |
| 15      | Matthias Brändle     | IAM Cycling        | z.t.     |
| 16      | Daniele Ratto        | Cannondale         | z.t.     |
| 17      | Aleksej Loetsenko    | Astana             | z.t.     |
| 18      | Enrico Battaglin     | Bardiani CSF       | z.t.     |
| 19      | Miguel Ángel Rubiano | Colombia           | z.t.     |
| 20      | Yannick Eijssen      | BMC Racing Team    | z.t.     |

## Startlijst
| AG2R-La Mondiale | Androni Giocattoli | Astana |
| - 1. Domenico Pozzovivo - 2. Davide Appollonio - 3. Julien Bérard - 4. Guillaume Bonnafond - 5. Hubert Dupont - 6. Ben Gastauer - 7. Matteo Montaguti - 8. Rinaldo Nocentini              | - 11. Franco Pellizotti - 12. Marco Bandiera - 13. Manuel Belletti - 14. Marco Frapporti - 15. Johnny Hoogerland - 16. Antonino Parrinello - 17. Diego Rosa - 18. Andrea Zordan           | - 21. Maksim Iglinski - 22. Andrij Grivko - 23. Jacopo Guarnieri - 24. Tanel Kangert - 25. Fredrik Kessiakoff - 26. Aleksej Loetsenko - 27. Dmitri Moeravjov - 28. Andrej Zejts        |
| Bardiani CSF | BMC Racing Team | Cannondale |
| - 31. Enrico Barbin - 32. Enrico Battaglin - 33. Francesco Manuel Bongiorno - 34. Sonny Colbrelli - 35. Stefano Locatelli - 36. Angelo Pagani - 37. Stefano Pirazzi - 38. Edoardo Zardini | - 41. Philippe Gilbert - 42. Darwin Atapuma - 43. Yannick Eijssen - 44. Ben Hermans - 45. Dominik Nerz - 46. Manuel Quinziato - 47. Samuel Sánchez - 48. Larry Warbasse                   | - 51. Ivan Basso - 52. Alberto Bettiol - 53. Matthias Krizek - 54. Paolo Longo Borghini - 56. Daniele Ratto - 57. Juraj Sagan - 58. Cayetano Sarmiento                                 |
| Colombia | IAM Cycling | Lampre-Merida |
| - 61. Miguel Ángel Rubiano - 62. Edward Díaz - 63. Fabio Duarte - 64. Jarlinson Pantano - 65. Darwin Pantoja - 66. Jonathan Paredes - 68. Rodolfo Torres                                  | - 71. Marcel Aregger - 72. Matthias Brändle - 73. Jonathan Fumeaux - 74. Reto Hollenstein - 75. Pirmin Lang - 76. Patrick Schelling - 77. Johann Tschopp - 78. Marcel Wyss                | - 81. Filippo Pozzato - 82. Winner Anacona - 83. Niccolo Bonifazio - 84. Davide Cimolai - 85. Luca Dodi - 86. Sacha Modolo - 87. Andrea Palini - 88. Maximiliano Richeze               |
| Team Movistar | MTN-Qhubeka | Giant-Shimano |
| - 91. Alejandro Valverde - 92. Igor Antón - 93. Pablo Lastras - 94. Nairo Quintana - 95. Dayer Quintana - 96. Enrique Sanz - 97. Jasha Sütterlin - 98. Francisco Ventoso                  | - 101. Kristian Sbaragli - 102. Jani Tewelde - 103. Adrien Niyonshuti - 104. Sergio Pardilla - 105. Meron Russom - 106. Songezo Jim - 107. Daniel Teklehaimanot - 108. Dennis van Niekerk | - 111. Warren Barguil - 112. Thomas Damuseau - 113. Tom Dumoulin - 114. Johannes Fröhlinger - 115. Simon Geschke - 116. Tobias Ludvigsson - 117. Georg Preidler - 118. Tom Stamsnijder |
| Katjoesja | Sky ProCycling | Unitedhealthcare |
| - 121. Maksim Belkov - 122. Vladimir Goesev - 123. Aleksandr Kolobnev - 124. Dmitri Kozontsjoek - 125. Luca Paolini - 126. Rüdiger Selig - 127. Ángel Vicioso - 128. Edoeard Vorganov     | - 131. Dario Cataldo - 132. Ian Boswell - 133. Nathan Earle - 134. Joshua Edmondson - 135. Salvatore Puccio - 136. Sebastián Henao - 137. Christopher Sutton - 138. Ben Swift             | - 141. Alessandro Bazzana - 142. Ben Day - 143. Marc de Maar - 144. Lucas Euser - 145. Davide Frattini - 146. Christopher Jones - 147. Martijn Maaskant - 148. Kiel Reijnen            |
| Yellow Fluo | | |
| - 151. Rafael Andriato - 152. Daniele Colli - 153. Francesco Failli - 154. Andrea Fedi - 155. Mauro Finetto - 156. Simone Ponzi - 157. Matteo Rabottini - 158. Fabio Taborre              | | |

1933 · 1934 · 1935 · 1936 · 1937 · 1938 · 1939 · 1940 · 1941 · 1942 · 1943 · 1944 · 1945 · 1946 · 1947 · 1948 · 1949 · 1950 · 1951 · 1952 · 1953 · 1954 · 1955 · 1956 · 1957 · 1958 · 1959 · 1960 · 1961 · 1962 · 1963 · 1964 · 1965 · 1966 · 1967 · 1968 · 1969 · 1970 · 1971 · 1972 · 1973 · 1974 · 1975 · 1976 · 1977 · 1978 · 1979 · 1980 · 1981 · 1982 · 1983 · 1984 · 1985 · 1986 · 1987 · 1988 · 1989 · 1990 · 1991 · 1992 · 1993 · 1994 · 1995 · 1996 · 1997 · 1998 · 1999 · 2000 · 2001 · 2002 · 2003 · 2004 · 2005 · 2006 · 2007 · 2008 · 2009-2012 · 2013 · 2014
Etappewedstrijden

 Ster van Bessèges ·
 Ronde van de Middellandse Zee ·
 Ruta del Sol ·
 Ronde van de Algarve ·
 Ronde van de Haut-Var ·
 Driedaagse van West-Vlaanderen ·
 Internationale Wielerweek ·
 Internationaal Wegcriterium ·
 Driedaagse van De Panne-Koksijde ·
 Ronde van de Sarthe ·
 Ronde van Trentino ·
 Ronde van Turkije ·
 Vierdaagse van Duinkerke ·
 Ronde van Azerbeidzjan ·
 Szlakiem Grodów Piastowskich ·
 Ronde van Castilië en León ·
 Ronde van Picardië ·
 Ronde van Noorwegen ·
 World Ports Classic ·
 Ronde van Beieren ·
 Ronde van België ·
 Tour des Fjords ·
 Ronde van Estland ·
 Ronde van Luxemburg ·
 Boucles de la Mayenne ·
 Ster ZLM Toer ·
 Ronde van Slovenië ·
 Route du Sud ·
 Ronde van Oostenrijk ·
 Sibiu Cycling Tour ·
 Ronde van Wallonië ·
 Ronde van Portugal ·
 Ronde van Denemarken ·
 Ronde van de Ain ·
 Ronde van Burgos ·
 Arctic Race of Norway ·
 Ronde van de Limousin ·
 Ronde van Poitou-Charentes ·
 Ronde van Groot-Brittannië ·
 Ronde van Gévaudan Languedoc-Roussillon ·
 Eurométropole Tour
Eendaagse wedstrijden

 GP La Marseillaise ·
 Grote Prijs van de Etruskische Kust ·
 Trofeo Palma ·
 Trofeo Ses Salines ·
 Trofeo Serra de Tramuntana ·
 Trofeo Platja de Muro ·
 Trofeo Laigueglia ·
 Ronde van Murcia ·
 Omloop Het Nieuwsblad ·
 Classic Sud Ardèche ·
 GP Lugano ·
 Clásica de Almería ·
 Kuurne-Brussel-Kuurne ·
 La Drôme Classic ·
 Le Samyn ·
 GP Città di Camaiore ·
 Strade Bianche ·
 Roma Maxima ·
 Ronde van Drenthe ·
 Dwars door Drenthe ·
 Nokere Koerse ·
 GP Nobili Rubinetterie ·
 Handzame Classic ·
 Classic Loire-Atlantique ·
 Grote Prijs van Cholet-Pays de Loire ·
 Dwars door Vlaanderen ·
 Route Adélie de Vitré ·
 Volta Limburg Classic ·
 Grote Prijs Miguel Indurain ·
 Ronde van La Rioja ·
 Scheldeprijs ·
 GP Cerami ·
 Klasika Primavera ·
 Parijs-Camembert ·
 Brabantse Pijl ·
 GP Denain ·
 Ronde van de Finistère ·
 Tro Bro Léon ·
 Ronde van Keulen ·
 La Roue Tourangelle ·
 Rund um den Finanzplatz Eschborn-Frankfurt ·
 Ronde van de Somme ·
 ProRace Berlin ·
 Grote Prijs van Plumelec ·
 Boucles de l'Aulne ·
 Ronde van Zeeland Seaports ·
 GP Kanton Aargau ·
 Ronde van Limburg ·
 Ronde van de Apennijnen ·
 Halle-Ingooigem ·
 Prueba Villafranca de Ordizia ·
 GP Industria & Artigianato-Larciano ·
 Ronde van Toscane ·
 Circuito de Getxo ·
 Polynormande ·
 RideLondon Classic ·
 GP Stad Zottegem ·
 Arnhem-Veenendaal Classic ·
 Châteauroux Classic de l'Indre ·
 Druivenkoers Overijse ·
 Brussels Cycling Classic ·
 GP Fourmies ·
 Ronde van de Doubs ·
 GP Jef Scherens ·
 Coppa Bernocchi ·
 GP van Wallonië ·
 Coppa Agostoni ·
 Ronde van de Drie Valleien ·
 Kampioenschap van Vlaanderen ·
 Grote Prijs Impanis-Van Petegem ·
 Memorial Marco Pantani ·
 GP Industria & Commercio di Prato ·
 GP van Isbergues ·
 Omloop van het Houtland ·
 Duo Normand ·
 Milaan-Turijn ·
 Ronde van het Münsterland ·
 Ronde van de Vendée ·
 Memorial Frank Vandenbroucke ·
 Coppa Sabatini ·
 Parijs-Bourges ·
 Ronde van Emilia ·
 Parijs-Tours ·
 GP Beghelli ·
 Nationale Sluitingsprijs ·
 Chrono des Nations